# Salambo (pâtisserie)
Pour les articles homonymes, voir Salammbô (homonymie), Gland et Commissaire.
Le salambo, salambô ou salammbô, aussi appelé gland ou plus rarement commissaire,, est une pâtisserie française consistant en un chou oblong en pâte à choux, garni de crème pâtissière à la vanille, puis glacé au sucre cuit au cassé.

## Historique
Le nom de la pâtisserie viendrait de « Salambo », un des noms d'Astarté, une déesse phénicienne qui a inspiré à Gustave Flaubert le prénom de l'héroïne carthaginoise de Salammbô, son roman historique paru en 1862.
Selon d'autres sources, il ne rend pas directement hommage au roman mais plutôt à l'opéra Salammbô qui en a été tiré par Ernest Reyer,,. En effet, peu de temps après la création de cet opéra en 1890, le gâteau est décrit en 1893 comme l'une des « dernières créations en choux », tandis que la marque « Salammbô » est déposée le 18 novembre 1893 pour désigner des gâteaux et biscuits.
On trouve néanmoins trace de la pâtisserie trois décennies plus tôt, quelques mois après la sortie du roman, dans une lettre du 30 mars 1863 reçue par Flaubert de son ami Maxime Du Camp,, :

« La mère Husson qui me parle souvent de toi, va bien : elle t'envoie ses meilleures tendresses et va souvent, en souvenir de toi, manger chez Boissier un nouveau petit-four à la crème qu'on appelle des Salammbô. »

En effet la maison Boissier à Paris (devenue depuis une confiserie et chocolaterie) avait à l'époque l'habitude, au moment des étrennes, de donner à un mets le nom d'un succès culturel de l'année passée,,.
L'autre nom de cette pâtisserie vient de sa forme semblable à celle d'un gland, le fruit du chêne,.
Populaire dans les années 1980, il se raréfie dans les pâtisseries et se trouve désormais plus facilement au rayon boulangerie des supermarchés.
En 2021, à l'occasion du bicentenaire de la naissance de Flaubert à Rouen, il est mis à l'honneur en Normandie. Il fait notamment partie des recettes revisitées par des chefs normands dans l'ouvrage À la table de Flaubert de la journaliste gastronomique Valérie Duclos, et il est choisi comme recette à préparer pour l'une des cinq rencontres du concours « Bien manger en Normandie », organisé par la Chambre régionale d'agriculture.

## Description

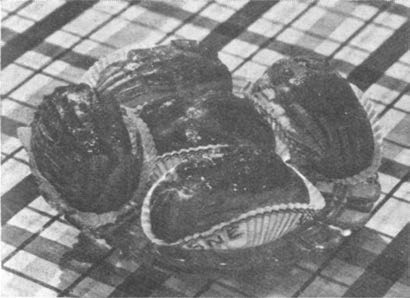
Photographie de gâteaux salambô publiée dans le Larousse gastronomique de 1938.

Dans leurs livres de recettes respectifs, les cuisiniers Lacam en 1890, Darenne et Duval en 1909, ou encore Pellaprat en 1936, décrivent le salammbô ou salambo comme un petit chou en pâte à choux garni de crème pâtissière à la vanille ou au kirsch, dont le dessus est trempé dans du sucre cuit au cassé et parsemé de pistaches hachées. Lacam compare sa forme à celle d'un petit éclair de 5 centimètres, à faire à la douille à langue de chat, et Pellaprat à celle des choux du saint-honoré.
Dans ses dernières éditions, le Larousse gastronomique le définit comme un chou de la forme d'un gros œuf, fourré de crème pâtissière aromatisée au kirsch, couvert d'un glaçage au fondant vert et parsemé en l'une de ses extrémités de vermicelles en chocolat. Selon les éditions, il l'orthographie « salambô » ou « salammbô »,,. Dans son édition de 1984, il précise que le décor a changé et était auparavant constitué de pistaches hachées disposées aux deux extrémités du gâteau, qui était glacé au caramel. Selon d'autres sources, la recette originale, tombée en relative désuétude, correspond au salammbô, tandis que la nouvelle recette est plutôt celle d'une pâtisserie différente appelée gland (dont la cupule est symbolisée par les vermicelles en chocolat).

## Glaçage et arôme
Le salambo a un glaçage fondant avec du pailleté de chocolat sur une extrémité. Certains pâtissiers choisissent la couleur du glaçage en fonction de la saveur du fourrage : blanc pour la vanille, beige pour le café, marron pour le chocolat, parfois rose pour le praliné et vert pour certaines liqueurs, chaque établissement ayant souvent son propre code.
Selon Gaston Lenôtre, le vert signifie kirsch, tandis que le rose signifie Grand Marnier. Pour d'autres, le glaçage blanc indique un fourrage au rhum.

Salambos à glaçage de différentes couleurs
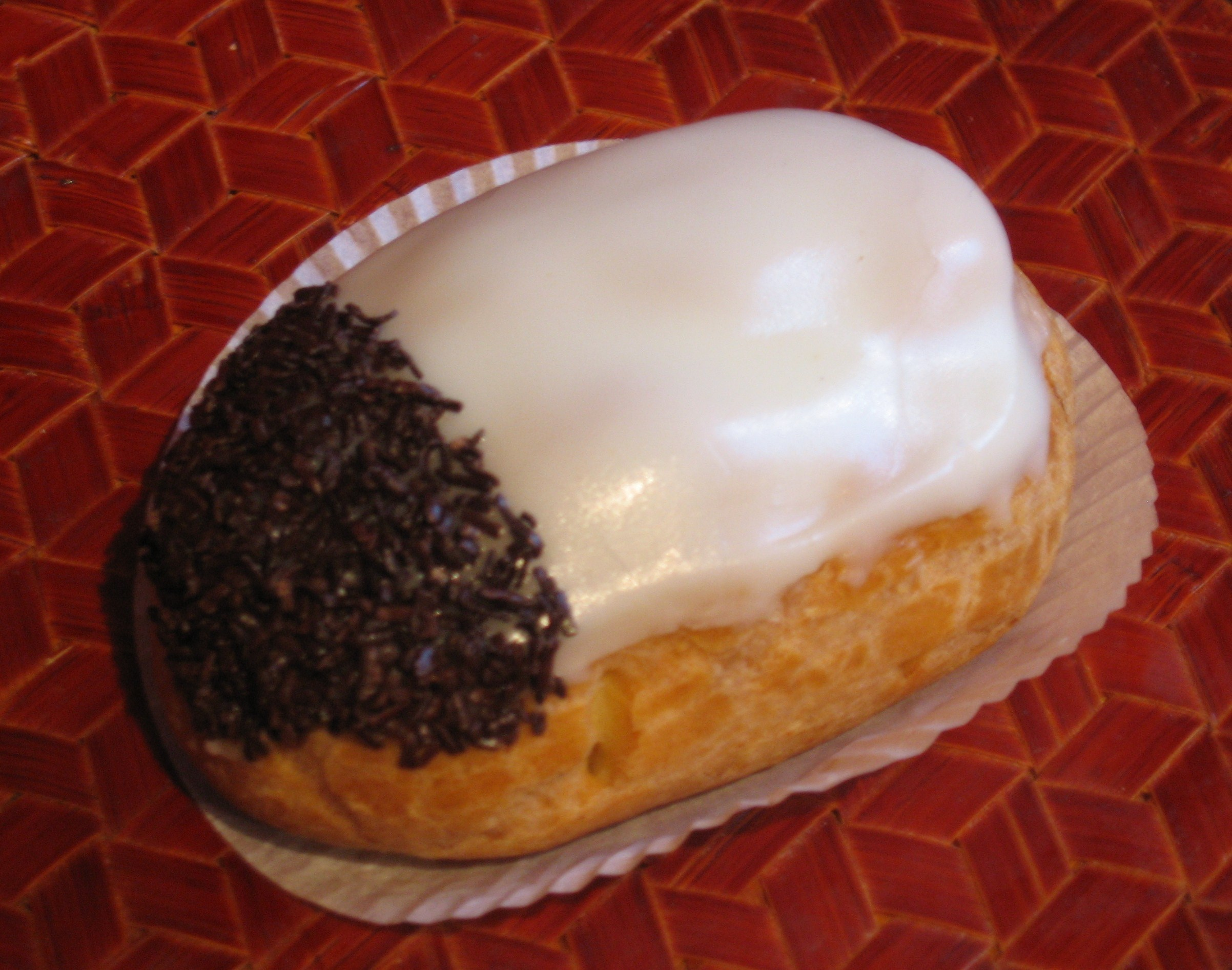
Glaçage blanc.
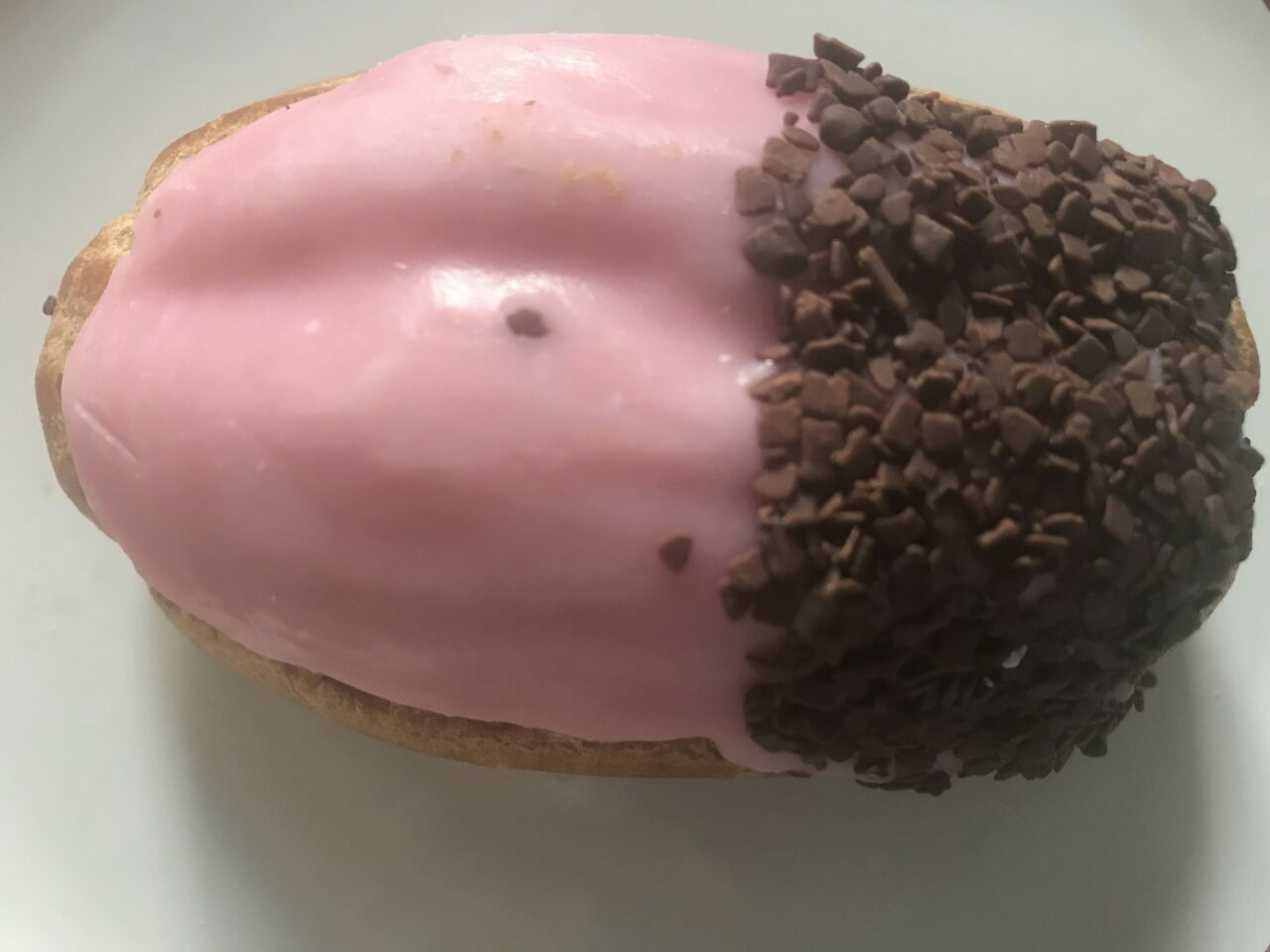
Glaçage rose.
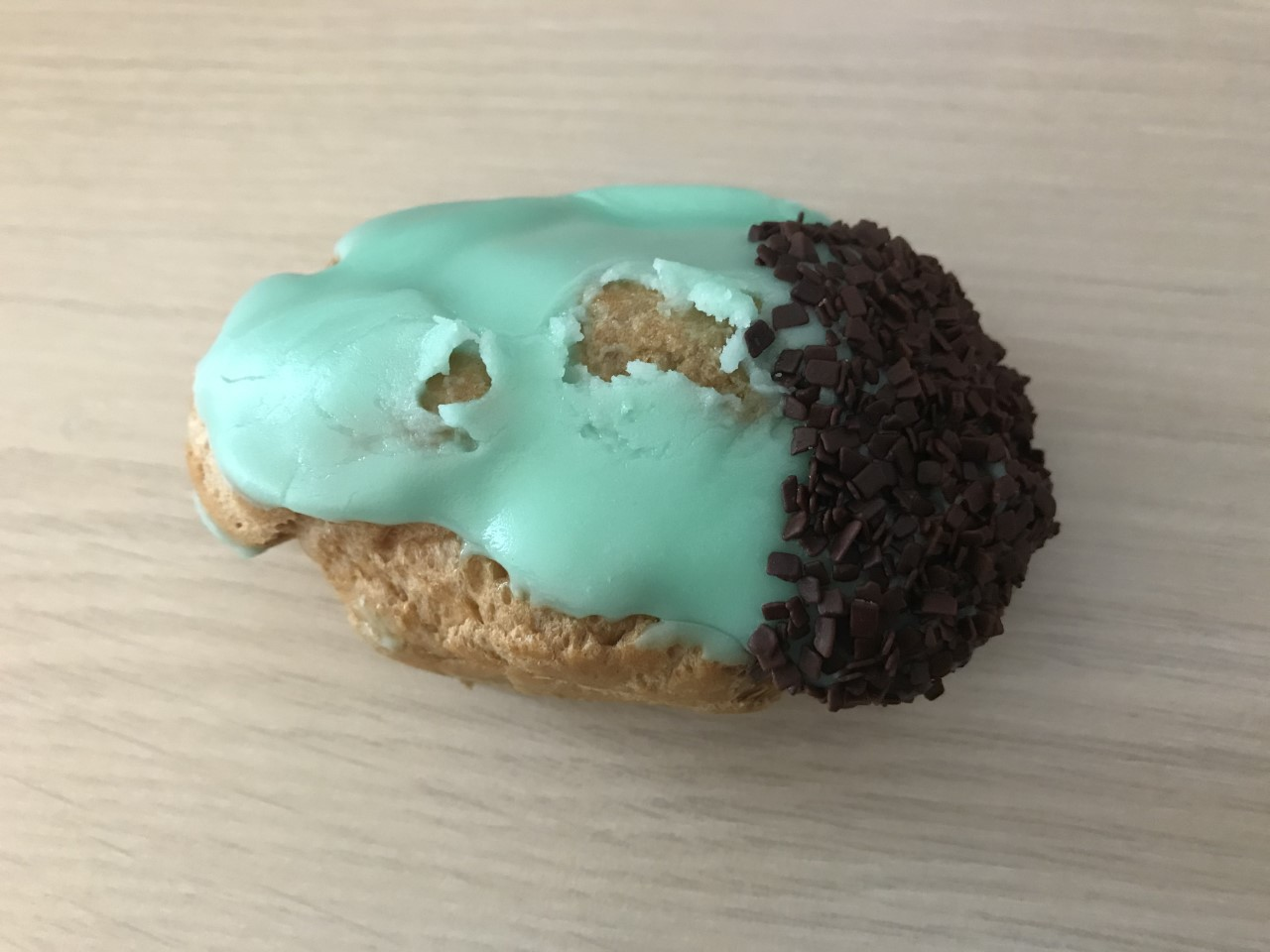
Glaçage vert.

## Postérité
Régine Deforges mentionne cette pâtisserie en 1983 dans son roman 101, avenue Henri-Martin, dont l'action se déroule sous l'occupation de la France par l'Allemagne pendant la Seconde Guerre mondiale, :

« Je serai dans une demi-heure rue Dauphine, au 16, c'est un restaurant qui ne paie pas de mine mais où les trois sœurs Raymond mitonnent un salambo caramélisé incomparable. »